# Instituto Costarricense de Acueductos y Alcantarillados
El Instituto Costarricense de Acueductos y Alcantarillados, conocido como AyA, es una institución autónoma del Estado costarricense que vela por el acceso al agua potable de la población y la gestión de la infraestructura acuífera y realiza el cobro al servicio. Asimismo el desarrollo de obras de saneamiento de aguas usadas (aguas negras, grises, residuales y jabonosas)a través de sistemas de alcantarillado sanitario.

## Historia
La primera ley en nacionalizar el tema del agua fue la Ley de Aguas de 1944 que establecía como patrimonio del Estado a todos los acueductos del país colocándolos bajo la administración del Ministerio de Salud Pública. En 1953 se emite la Ley General de Agua Potable para regular el cobro del servicio.
El Servicio Nacional de Acueductos y Alcantarillados fue creado mediante la Ley 2726 emitida por la Asamblea Legislativa el 14 de abril de 1961 bajo la administración de Mario Echandi Jiménez. Luego cambiaría su nombre al actual.